# جیمز هال (هنرپیشه)
جیمز هال (انگلیسی: James Hall; ۲۲ اکتبر ۱۹۰۰ – ۷ ژوئن ۱۹۴۰) یک هنرپیشه اهل ایالات متحده آمریکا بود.

## گزیده فیلمشناسی
از فیلم‌ها یا برنامه‌های تلویزیونی که وی در آن نقش داشته‌است می‌توان به آثار زیر اشاره کرد.
- تازه ازدواج‌کرده (فیلم ۱۹۲۸) (۱۹۲۸)

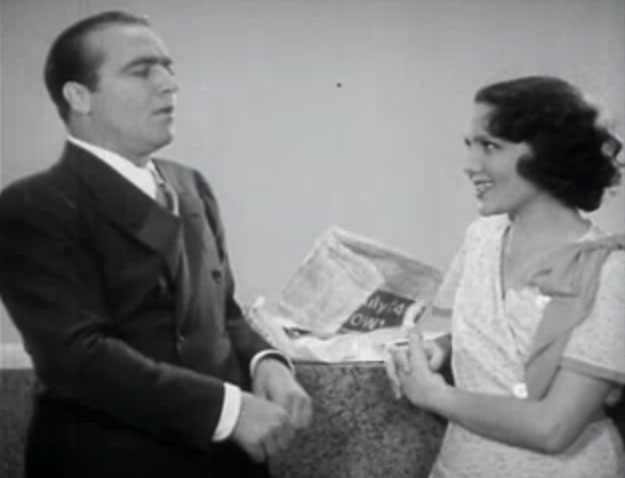

- فرشته‌های جهنم (فیلم) (۱۹۳۰)